# Pinochia
Pinochia là chi thực vật có hoa trong họ Apocynaceae.